# African Association
L’Association for Promoting the Discovery of the Interior Parts of Africa (Association pour la promotion de la découverte de l'intérieur de l'Afrique, couramment abrégé African Association, Association africaine), fondée à Londres le 9 juin 1788 sous l'impulsion de Joseph Banks, est un organisme britannique voué à l'exploration de l'Afrique de l'Ouest, avec pour but de découvrir l'origine et la source du fleuve Niger ainsi que l'emplacement de Tombouctou, la « cité de l'or » perdue. La formation de ce groupe marque le début de la période d'exploration européenne de l'Afrique qui précède la formation des empires coloniaux des XIXe et XXe siècles. En 1831, l'Association africaine fusionne avec la Société royale de géographie qui poursuit son action, en soutenant notamment les expéditions de Livingstone .

## Les explorateurs et leurs expéditions

### John Ledyard
John Ledyard est le premier explorateur auquel l’African Association a fait appel. Il avait fait le tour du monde avec James Cook, et entrepris un voyage à travers la Russie, la Sibérie et l'Amérique du Nord, interrompu à Irkoutsk. Parti d'Angleterre le 30 juin 1788, il arrive au Caire au mois d'août, mais tombe malade en préparant son voyage vers l'ouest à la recherche du Niger, et meurt empoisonné par l'acide sulfurique avec lequel il tentait de se soigner.

### Simon Lucas
Dès avant la mort de John Ledyard, l’African Association décide de financer le voyage de Simon Lucas à partir de Tripoli. Celui-ci parle couramment arabe et a séjourné au Maroc. Arrivé à Tripoli en octobre 1788, Lucas trouve des guides pour le conduire à travers le désert libyen, mais est retardé par des conflits entre tribus. Ses guides finissent par l'abandonner, et il doit retourner en Angleterre, après avoir recueilli des informations sur le Sud de la Libye.

### Daniel Houghton
À l'automne 1790, Daniel Houghton, un major irlandais, se voit confier la mission de gagner l'intérieur de l'Afrique occidentale à partir de l'embouchure de la Gambie. À partir du point navigable le plus en amont de la Gambie, il poursuit jusqu'à Bundu, où les autorités tardent à le laisser continuer son chemin. Il atteint le village de Simbing, à 300 kilomètres au nord du Niger et à 900 kilomètres de Tombouctou, mais en septembre 1791, il est dépouillé et assassiné dans le désert. À la suite de cette expédition, l'association propose au gouvernement britannique l'installation d'un consul britannique en Sénégambie (James Willis), chargé de développer de bonnes relations avec le roi de Bambouk en lui offrant des mousquets, de façon à faciliter les échanges entre les mines d'or de l'intérieur du continent et le littoral.

### Mungo Park
C'est grâce au soutien de l'African Association que Mungo Park parvient, en 1796, en remontant le cours du Djoliba (fleuve Niger), à atteindre la ville de Ségou devenant ainsi célèbre pour cette exploration de l'intérieur de l'Afrique de l'Ouest. Son récit de voyage, publié trois ans plus tard - Travels in the interior of Africa -, "s'ouvre sur une dédicace, datée du 10 avril 1799, aux membres de l'African Association qui ont permis à l'auteur d'entreprendre son voyage". Toutefois, Monzon Diarra lui refuse l'accès mais le secourt de 250 000 cauris et d'un guide qui le mène jusqu'à Ké-Macina.

### Friedrich Hornemann
Pendant le premier voyage de Mungo Park, Joseph Banks recrute Friedrich Hornemann pour lui confier une autre expédition en Afrique. Celui-ci quitte Le Caire en 1797, en vue de traverser le Sahara jusqu'à Tombouctou, déguisé en musulman. Il se joint à une caravane qui quitte Le Caire en 1800, mais ne donne aucune nouvelle par la suite. Vingt ans après, d'autres explorateurs apprennent qu'Hornemann et mort de dysenterie, vraisemblablement après avoir atteint le Niger.

### Henry Nicholls
Henry Nicholls était supposé partir à la recherche du Niger depuis un comptoir britannique du golfe de Guinée. Il y prépare son expédition, à proximité immédiate de ce que les Européens ignorent alors être le delta du Niger, mais y meurt en 1805, probablement de malaria.

### Johann Ludwig Burckhardt
En 1809, l’African Association envoie l'explorateur suisse Johann Ludwig Burckhardt au Proche-Orient en vue d'apprendre la langue et les coutumes locales, et de se joindre par la suite à une caravane transsaharienne. Il passe huit ans en Syrie, mais meurt de dysenterie en 1817, alors qu'il est sur le point de se joindre à une caravane à destination du Sahara.

## Effectif de l'association
| Année                                              | Effectif (membres) |
| -------------------------------------------------- | ------------------ |
| 1790                                               | 95                 |
| 1810                                               | 75                 |
| 1819                                               | 46                 |
| 1831 (fusion avec la Société royale de géographie) | 14                 |